# Mónica Lora Cisquer
Mónica Lora Cisquer (Mataró, 1 de març de 1988) és una política catalana del partit d'extrema dreta Vox.

## Biografia
Entre 2011 i 2019 va ser regidora a l'ajuntament de Mataró (Maresme) per Plataforma per Catalunya (PxC) i consellera comarcal durant quatre anys també pel mateix partit, a més de ser secretària general de Plataforma per Catalunya des del 2016 i secretària de les Joventuts Identitàries per Catalunya (JIxC) entre 2016 i 2019. Abans formà part de consells d'administració de diverses empreses, com Aigües de Mataró i Promocions Urbanístiques de Mataró. Actualment és tresorera i secretaria de Vox a Barcelona. És presentà a les eleccions del 2019 per Vox a la circumscripció de Barcelona en quart lloc a les llistes, i des del 2021 és diputada al Parlament de Catalunya.
Mònica Lora s'ha donat a conèixer com a líder política local per la seva lluïta contra la immigració irregular, la delinqüència i la inseguretat ciutadana. També ha estat una de les principals impulsores de les manifestacions convocades per la plataforma "Mataró es queda a Espanya". El febrer de 2019, SOS Racisme va denunciar Mónica Lora després que un jove mataroní l'acusés, a ella i unes quantes desenes més d'usuaris de Facebook i altres xarxes socials, d'amplificar tota una sèrie de missatges que acusaven sense fonaments al jove mataroní d'haver complert condemna per agressió i maltractaments a una dona. A més, Lora va estar també implicada, juntament amb altres exmembres de PxC com el president de Vox a la demarcació de Barcelona Juan Garriga, en una causa per delictes de discriminació i provocació a l'odi, en la qual simulaven un xec a nom d'una persona àrab amb un import de 4.000 euros, campanya que fou denunciada per l'associació islàmica Ciudadanos por la Convivencia y el Desarrollo, Watami de Reus i per Iniciativa per Catalunya Els Verds, però el cas va ser arxivat.